# Guardamar slott

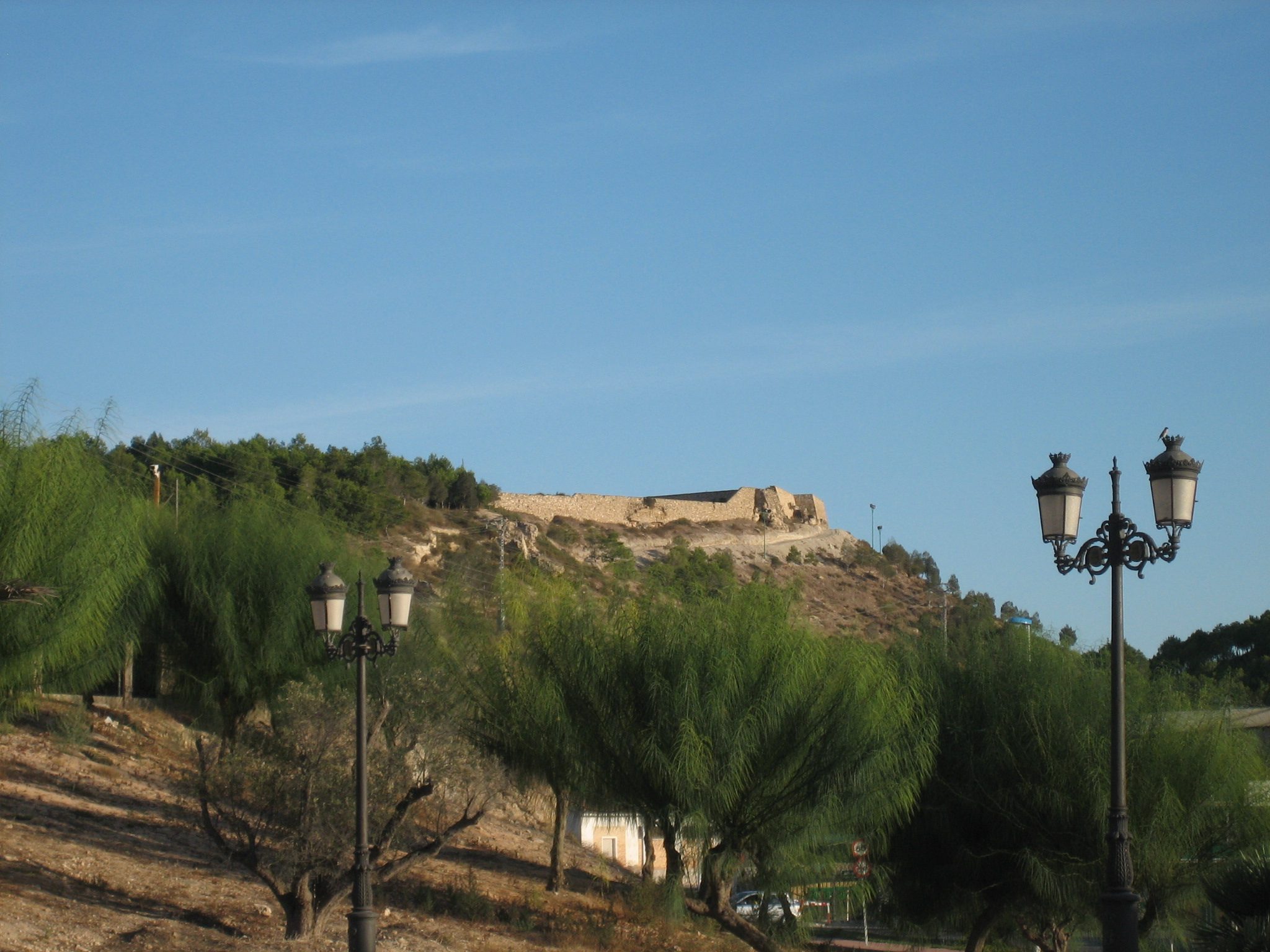
Guardamar slott.

Guardamar slott, spanska: Castillo de Guardamar, är ett medeltida slott vid staden Guardamar del Segura utanför Alicante. Slottet utgjordes egentligen av en by omgiven av en mur, med ett slott uppfört vid bergets högsta ända. Guardamar slott är beläget på ett högt berg med utsikt åt alla håll, ett strategiskt val då man därifrån kunde övervaka havet och mynningen till floden Segura, där handel bedrevs.
Slottet grundades ursprungligen av araber men övertogs av Alfons X av Kastilien. Han lät uppföra slottet och byn år 1271 och befolkade den med kastilier (personer från Kastilien). 1296 övertogs slottet av Jakob II och blev en del av Kungariket Aragonien. Under tidiga 1300-talet var slottet det viktigaste fortet som övervakade områdets kust och hamn, tills det brändes ned av morer 1331. Under 1500-talet byggde man om det föråldrade medeltida försvaret för att klara av mer avancerad krigföring; de medeltida tornen sänktes även under denna tid. Slottet och byn förstördes totalt i en omfattande jordbävning i mars 1829, och då alla byggnader hade jämnats till marken, övergavs den. De som tidigare bott i byn flyttade ner från berget till vattnet, ungefär där Guardamar del Segura nu ligger.
Idag återstår inte mycket av slottet. Vid utgrävningar har man bara funnit ett fåtal rester från medeltiden. Den massiva försvarsmuren har renoverats på grund av de skador den fick under jordbävningen. Gamla kanoner har placerats ut. Enstaka ruiner har anträffats. Platsen är än idag känd för sin fina utsikt.